# Liste des spécialités régionales françaises de vins
Cet article est consacré aux vins français, classés par région.

## Alsace

### Bas-Rhin

#### Appellationalsace
- Vins blancs : chasselas (ou gutedel), gewurztraminer, muscat, klevener de Heiligenstein, pinot-gris, pinot (ou klevner), riesling, sylvaner et edelzwicker.
- Vins rouges : pinot-noir comprenant le cru du rouge d'Ottrott.

#### Appellationalsace grand cru
Steinklotz (Marlenheim), Engelberg (Dahlenheim et Scharrachbergheim-Irmstett), Altenberg (Bergbieten), Altenberg (Wolxheim), Bruderthal (Molsheim), Kirchberg (Barr), Zotzenberg (Mittelbergheim), Kastelberg (Andlau), Wiebelsberg (Andlau), Moenchberg (Andlau et Eichhoffen), Muenchberg (Nothalten), Winzenberg (Blienschwiller), Frankstein (Dambach-la-Ville), Praelatenberg (Kintzheim).

#### Appellationcrémant d'Alsace
- Vin blanc pétillant : le crémant d'Alsace.

### Haut-Rhin

#### Appellationalsace
- Vins blancs : chasselas (ou gutedel), gewurztraminer, muscat, pinot-gris, pinot (ou klevner), riesling, sylvaner et edelzwicker.
- Vins rouges : pinot-noir.

#### Alsace grand cru
Gloeckelberg (Rodern et Saint-Hippolyte), Altenberg (Bergheim), Kanzlerberg (Bergheim), Geisberg (Ribeauvillé), Kirchberg (Ribeauvillé), Osterberg (Ribeauvillé), Rosacker (Hunawihr), Froehn (Zellenberg), Schœnenbourg (Riquewihr et Zellenberg), Sporen (Riquewihr), Sonnenglanz (Beblenheim), Mandelberg (Mittelwihr et Beblenheim), Marckrain (Bennwihr et Sigolsheim), Mambourg (Sigolsheim), Furstentum (Kientzheim et Sigolsheim), Schlossberg (Kientzheim), Kaefferkopf (Ammerschwihr), Wineck-schlossberg (Katzenthal et Ammerschwihr), Sommerberg (Niedermorschwihr et Katzenthal), Florimont (Ingersheim et Katzenthal), Brand (Turckheim), Hengst (Wintzenheim), Steingrubler (Wettolsheim), Eichberg (Eguisheim), Pfersigberg (Eguisheim et Wettolsheim), Hatschbourg (Hattstatt et Vœgtlinshoffen), Goldert (Gueberschwihr), Steinert (Pfaffenheim et Westhalten), Vorbourg (Rouffach et Westhalten), Zinnkoepflé (Soultzmatt et Westhalten), Pfingstberg (Orschwihr), Spiegel (Bergholtz et Guebwiller), Kessler (Guebwiller), Kitterlé (Guebwiller), Saering (Guebwiller), Ollwiller (Wuenheim), Rangen (Thann et Vieux-Thann).

#### Appellationcrémant d'Alsace
- Vin blanc pétillant : le crémant d'Alsace.

## Aquitaine

### Dordogne
- Vins blancs secs : le bergerac, le montravel et le périgord.
- Vin blanc liquoreux : le monbazillac.
- Vins blancs moelleux : le côtes-de-montravel, le haut-montravel, la rosette et le saussignac.
- Vins rosés : le bergerac et le périgord.
- Vins rouges : le bergerac, le montravel, le pécharmant et le périgord.

### Gironde

#### Blancs secs
Le bordeaux blanc, le bordeaux supérieur blanc, le pessac-léognan blanc, le graves blanc, le sainte-foy-bordeaux blanc, le côtes-de-bordeaux-saint-macaire blanc, le Premières-côtes-de-bordeaux blanc, le graves-de-vayres blanc, l'entre-deux-mers, le côtes-de-bourg blanc, le côtes-de-blaye, le blaye-côtes-de-bordeaux blancs et le francs-côtes-de-bordeaux blanc.

#### Blancs liquoreux
- Le cérons, le barsac, le sauternes, le sainte-foy-bordeaux liquoreux, le côtes-de-bordeaux-saint-macaire liquoreux, le sainte-croix-du-mont, le loupiac, le cadillac et le francs-côtes-de-bordeaux liquoreux.

- Blancs liquoreux classés en 1855 :
  - Premier cru supérieur (Sauternes) : Yquem.
  - Premiers crus (Sauternes et Barsac) : Climens, Coutet, Guiraud, La Tour-Blanche, Haut-Peyraguey, Lafaurie-Peyraguey, Rabaud-Promis, Rayne-Vigneau, Rieussec, Sigalas-Rabaud et Suduiraut.
  - Seconds crus (Sauternes et Barsac) : d'Arche, Broustet, Caillou, Doisy Daëne, Doisy-Dubroca, Doisy-Védrines, Filhot, Lamothe, de Malle, Myrat, Nairac, Romer, Romer du Hayot et Suau.

#### Blancs moelleux
Le graves-supérieures, le sainte-foy-bordeaux moelleux, le côtes-de-bordeaux-saint-macaire moelleux, le premières-côtes-de-bordeaux moelleux et le graves-de-vayres moelleux.

#### Blancs mousseux
Le crémant de Bordeaux.

#### Rosés
Le bordeaux rosé et le bordeaux-clairet.

#### Rouges
- Le bordeaux rouge, le Bordeaux-supérieur rouge, le médoc, le haut-médoc, le saint-estèphe, le pauillac, le saint-julien, le listrac-médoc, le moulis-en-médoc, le margaux, le pessac-léognan rouge, le graves rouge, le sainte-foy-côtes-de-bordeaux rouge, le côtes-de-bordeaux rouge, le graves-de-vayres rouge, le fronsac, canon-fronsac, le pomerol, le lalande-de-pomerol, le saint-émilion, le montagne-saint-émilion, le saint-georges-saint-émilion, le lussac-saint-émilion, le puisseguin-saint-émilion, le francs-côtes-de-bordeaux rouge, le castillon-côtes-de-bordeaux, le côtes-de-bourg rouge, le blaye, le blaye-côtes-de-bordeaux rouge et le cadillac-côtes-de-bordeaux.

- Rouges classés en 1855 :
  - Premiers grands crus : Haut-Brion, Lafite Rothschild, Latour, Margaux et Mouton Rothschild (en 1973).
  - Deuxièmes grands crus : Baron Pichon-Longueville, Brane-Cantenac, Cos d'Estournel, Ducru-Beaucaillou, Durfort-Vivens, Gruaud-Larose, Lascombes, Léoville Barton, Léoville Las Cases, Léoville Poyferré, Montrose, Pichon Longueville Comtesse de Lalande, Rauzan-Gassies et Rauzan-Ségla.
  - Troisièmes grands crus : Boyd-Cantenac, Calon-Ségur, Cantenac-Brown, Desmirail, Ferrière, Giscours, Issan, Kirwan, La Lagune, Lagrange, Langoa Barton, Malescot Saint-Exupéry, Marquis d'Alesme Becker et Palmer.
  - Quatrièmes grands crus : Beychevelle, Branaire-Ducru, Lafon-Rochet, Duhart-Milon-Rothschild, Marquis de Terme, Pouget, Prieuré-Lichine, Saint-Pierre, Talbot et La Tour Carnet.
  - Cinquièmes grands crus : d'Armailhac, Batailley, Belgrave, de Camensac, Cantemerle (en 1856), Clerc-Milon, Cos Labory, Croizet Bages, Dauzac, Grand-Puy-Ducasse, Grand-Puy-Lacoste, Haut-Bages Libéral, Haut-Batailley, Lynch-Bages, Lynch-Moussas, Pédesclaux, Pontet-Canet et du Tertre.

### Landes
- Vins blancs secs : le vin des sables
- Vins rouges : le Tursan,
- Vins de pays de terroirs landais
- Coteaux de Chalosse

### Pyrénées-Atlantiques
- Le Jurançon (AOC)

## Bourgogne
- Vins blancs : le bourgogne blanc et le bourgogne-aligoté.
- Vins rosés : le bourgogne rosé, le bourgogne-passe-tout-grains rosé et le bourgogne-grand-ordinaire rosé.
- Vins rouges : le bourgogne rouge, le bourgogne-passe-tout-grains rouge et le bourgogne-grand-ordinaire rouge.
- Vin effervescent : le bourgogne-mousseux (rouge) et le Crémant de Bourgogne (blanc et rosé).

### Côte-d'Or
- Vignoble de la côte de Nuits :
  - Vins blancs : le bourgogne-montrecul blanc, le bourgogne-le-chapitre blanc, le fixin blanc, le marsannay blanc, le morey-saint-denis blanc, le musigny blanc, le vougeot blanc, le nuits-saint-georges blanc, le Côte-de-nuits-villages blanc et le Bourgogne-hautes-côtes-de-nuits blanc.
  - Vins rosés : le bourgogne-montrecul rosé, le bourgogne-le-chapitre rosé, le marsannay rosé et le Bourgogne-hautes-côtes-de-nuits rosé.
  - Vins rouges : le bourgogne-montrecul rouge, le bourgogne-le-chapitre rouge, le fixin rouge, le marsannay rouge, le gevrey-chambertin, le chambertin, le chambertin-clos-de-bèze, le chapelle-chambertin, le charmes-chambertin, le mazis-chambertin, le griotte-chambertin, le latricières-chambertin, le ruchottes-chambertin, le mazoyères-chambertin, le morey-saint-denis rouge, le clos-de-tart, le clos-saint-denis, le clos-de-la-roche, le clos-des-lambrays, le chambolle-musigny, le musigny rouge, le bonnes-mares, le vougeot rouge, le clos-vougeot, l'échezeaux, le grands-échezeaux, le vosne-romanée, le romanée-conti, le richebourg, la-romanée, la-tâche, le romanée-saint-vivant, la-grande-rue, le nuits-saint-georges rouge, le Côte-de-nuits-villages rouge et le Bourgogne-hautes-côtes-de-nuits rouge.

- Vignoble de la côte de Beaune :
  - Vins blancs : ladoix blanc, le bourgogne-la-chapelle-notre-dame blanc, l'aloxe-corton blanc, le corton blanc, le corton-charlemagne, le charlemagne, le chorey-lès-beaune blanc, le savigny-lès-beaune blanc, le pernand-vergelesses blanc, le beaune blanc, le côte-de-beaune blanc, le meursault blanc, l'auxey-duresses blanc, le monthélie blanc, le puligny-montrachet blanc, le chevalier-montrachet, le bienvenues-bâtard-montrachet, le montrachet, le bâtard-montrachet, le chassagne-montrachet blanc, le criots-bâtard-montrachet, le saint-aubin blanc, le saint-romain blanc, le santenay blanc, le maranges blanc et le bourgogne-hautes-côtes-de-beaune blanc.
  - Vins rosés : le bourgogne-hautes-côtes-de-beaune rosé.
  - Vins rouges : le ladoix rouge, le bourgogne-la-chapelle-notre-dame rouge, l'aloxe-corton rouge, le corton rouge, le chorey-lès-beaune rouge, le savigny-lès-beaune rouge, le pernand-vergelesses rouge, le beaune rouge, le côte-de-beaune rouge, le pommard, le volnay, le meursault rouge, l'auxey-duresses rouge, le monthélie rouge, le puligny-montrachet rouge, le chassagne-montrachet rouge, le saint-aubin rouge, le saint-romain rouge, le blagny, le santenay rouge, le maranges rouge, le côte-de-beaune-villages et le bourgogne-hautes-côtes-de-beaune rouge.

### Nièvre
- Vins blancs : le coteaux-du-giennois blanc, le pouilly-fumé et le pouilly-sur-loire.
- Vin rosé : le coteaux-du-giennois rosé.
- Vin rouge : le coteaux-du-giennois rouge.

### Saône-et-Loire
- Vins blancs : le pouilly-fuissé, le pouilly-vinzelles, le pouilly-loché, le saint-véran, le viré-clessé, le mâcon blanc et le mâcon-villages.

- Vins rouges : le bourgogne-côte-chalonnaise, le bourgogne-côtes-du-couchois, le bouzeron, le givry, le mâcon rouge, le mercurey, le montagny et le rully.

### Yonne
- Vins rouges : le bourgogne-chitry, le bourgogne-coulanges-la-vineuse, le bourgogne-côte-d'auxerre, le bourgogne-côte-saint-jacques, le bourgogne-épineuil et l'irancy.

- Vins blancs : le petit-chablis, le chablis, le chablis grand cru, le saint-bris, le bourgogne-chitry, le bourgogne-coulanges-la-vineuse, le bourgogne-côte-d'auxerre, le bourgogne-tonnerre et le bourgogne-vézelay.

## Champagne-Ardenne

### Aube
- Vins blancs pétillants : le Champagne

### Marne
- Vins blancs pétillants : le Champagne

## Corse

### Appellation régionale
- Vin de Corse (AOC)

### Corse-du-Sud

#### Appellations locales
- l'Ajaccio (AOC)
- le Patrimonio (AOC)

#### Appellations villages avec nom de commune
- Le Calvi (AOC)
- Le Figari (AOC)
- Le Porto-vecchio (AOC)
- Le Sartène (AOC)

### Haute-Corse

#### Appellations locales
- Le Patrimonio (AOC)

#### Appellations villages avec nom de commune
- Coteaux-du-cap-corse (AOC)

### Vin doux naturel
- Muscat du Cap-Corse (VDN)

## Franche-Comté

### Doubs
- Boisson anisée : Le Pontarlier (apéritif)

### Haute-Saône
- Eau-de-vie : Kirsch
- Vin : vins de Champlitte

### Jura
- Vin :Macvin du Jura, vin de paille
- Vin effervescent :Crémant du jura (AOC)
- Vin jaune : Vin jaune (AOC), Château-chalon (AOC)

## Languedoc-Roussillon

### Aude
- Vins rouges, rosés et blancs : le Cabardès (AOC), le Corbières (AOC), le Fitou (AOC), le Minervois (AOC)

### Gard

#### Vignobles de la vallée du Rhône
- Vins rouges, rosés et blancs : Côtes-du-rhône (AOC), Côtes-du-rhône villages (AOC), Costières-de-nîmes (AOC)
- Vins blancs : Clairette-de-bellegarde (AOC)

#### Côtes-du-rhône villages avec nom de commune
- Vins rouges, rosés et blancs : le Chusclan (AOC), le Laudun (AOC), le Saint-gervais (AOC), le Signargues (AOC)

#### Appellations locales ou crus des côtes-du-rhône
- Vins rouges, rosés et blancs : Lirac (AOC)
- Vins rosés : Tavel (AOC)

### Hérault
- Vins rouges : les Coteaux-du-languedoc (AOC) dont le Pic Saint-Loup (sans AOC), les Minervois (AOC)
- Vins blancs : le Picpoul

## Lorraine

### Meurthe-et-Moselle
- vin Blanc : Auxerrois
- vin gris : AOC Côtes-de-toul (AOC)

### Meuse
- vins blancs : vins de pays des côtes de Meuse

### Moselle
- vins blancs : VDQS côtes de Moselle

## Midi-Pyrénées

### Aveyron
- Vins rouges, rosées et blancs : le Côtes-de-millau (AOC), Entraygues-et-du-fel (AOC), Estaing (AOC), vin de Candas)
- Vins rouges, rosées :  le Marcillac (AOC)

### Gers
- Vin rouge : le Madiran (AOC), le Saint Mont
- Vin blanc : le Pacherenc du vic-bilh (AOC)

### Tarn
- Vins rouges : le Gaillac (AOC)

## Pays de la Loire

### Loire-Atlantique
- Vins blancs secs : le Muscadet (AOC)

### Sarthe
- Vin blanc : Le jasnières

## Provence-Alpes-Côte d'Azur

### Alpes-de-Haute-Provence

#### Appellation régionale
- Coteaux-de-pierrevert (AOC) rouge, rosé et blanc

### Alpes-Maritimes

#### Appellation régionale
- Côtes-de-provence (AOC) rouge, rosé et blanc

#### Appellation locale ou cru
- Bellet (AOC) rouge, rosé et blanc

### Bouches-du-Rhône

#### Appellations régionales
- Côtes-de-provence (AOC) rouge, rosé et blanc
- Coteaux-d'aix-en-provence (AOC) rouge, rosé et blanc
- Coteaux-des-baux-en-provence (AOC) rouge, rosé et blanc

#### Appellations locale ou cru
- Palette rouge, rosé et blanc

### Var

#### Appellations régionales
- Côtes-de-provence (AOC) rouge, rosé et blanc
- Coteaux-varois (AOC) rouge, rosé et blanc

#### Appellations locales ou crus
- Bandol (AOC) rouge, rosé et blanc
- Cassis (AOC) blanc

### Vaucluse

#### Vignobles de la vallée du Rhône
- Côtes-du-rhône (AOC) rouge, rosé et blanc
- Côtes-du-rhône villages (AOC) rouge, rosé et blanc
- Luberon (AOC) rouge, rosé et blanc
- Ventoux (AOC) rouge, rosé et blanc

#### Appellations locales ou crus descôtes-du-rhône
- Beaumes-de-venise (AOC) rouge
- Châteauneuf-du-pape (AOC) rouge et blanc
- Gigondas (AOC), rouge et rosé
- Vacqueyras (AOC), rouge, rosé et blanc

#### Côtes-du-rhône villages avec nom de communes
- Cairanne (AOC) rouge, rosé et blanc
- Massif-d'uchaux (AOC) rouge, rosé et blanc
- Plan-de-dieu (AOC) rouge, rosé et blanc
- Puyméras (AOC) rouge, rosé et blanc
- Rasteau (AOC) rouge, rosé et blanc
- Roaix (AOC) rouge, rosé et blanc
- Sablet (AOC) rouge, rosé et blanc
- Séguret (AOC) rouge, rosé et blanc
- Valréas (AOC) rouge, rosé et blanc
- Visan (AOC) rouge, rosé et blanc

#### Vin doux naturel
- Muscat de Beaumes-de-Venise (VDN) blanc
- Rasteau (VDN) rouge

## Rhône-Alpes

### Ardèche

#### Vignobles de la vallée du Rhône
- Côtes-du-rhône (AOC) rouge, rosé et blanc
- Côtes-du-rhône villages (AOC) rouge, rosé et blanc
- Côtes-du-vivarais (AOC) rouge, rosé et blanc

#### Appellations locales ou crus descôtes-du-rhône
- Condrieu (AOC) blanc
- Cornas (AOC) rouge
- Saint-joseph (AOC) rouge
- Saint-péray (AOC) blanc tranquille et mousseux

### Drôme

#### Vignobles de la vallée du Rhône
- Côtes-du-rhône (AOC) rouge, rosé et blanc
- Côtes-du-rhône villages (AOC)  rouge, rosé et blanc
- Châtillon-en-Diois (AOC)  rouge, rosé et blanc
- Clairette-de-die (AOC) blanc mousseux
- Coteaux-de-die (AOC) blanc
- Crémant-de-die (AOC) blanc mousseux
- Coteaux-du-tricastin (AOC)  rouge, rosé et blanc

#### Côtes-du-rhône avec nom de terroir
- Brézème  rouge et blanc

#### Côtes-du-rhône villages avec nom de commune
- Rochegude (AOC)  rouge, rosé et blanc
- Rousset-les-vignes (AOC)  rouge, rosé et blanc
- Saint-maurice-sur-eygues (AOC)  rouge, rosé et blanc
- Saint-pantaléon-les-vignes (AOC)  rouge, rosé et blanc

#### Appellations locales ou crus des côtes-du-rhône
- Crozes-hermitage (AOC)  rouge et blanc
- Hermitage (AOC)  rouge et blanc
- Vinsobres (AOC)  rouge, rosé et blanc

### Isère
- Le vin de noix

### Loire

#### Appellations locales ou crus descôtes-du-rhône
- Château-grillet (AOC) blanc
- Condrieu (AOC) blanc

### Rhône

#### Appellations locales ou crus descôtes-du-rhône
- Condrieu (AOC) blanc
- Côte-rôtie (AOC) rouge

### Savoie
- Vins blancs : apremont, abymes, chignin, chignin-bergeron, roussette de Savoie.
- Vins rouges : mondeuse (surtout la mondeuse d'Arbin), gamay.